# Rote Wand (berg i Österrike, Vorarlberg)
Rote Wand är ett berg i Österrike.   Det ligger i distriktet Bludenz och förbundslandet Vorarlberg, i den västra delen av landet, 500 km väster om huvudstaden Wien. Toppen på Rote Wand är 2 704 meter över havet, eller 876 meter över den omgivande terrängen. Bredden vid basen är 17,0 km.
Terrängen runt Rote Wand är bergig västerut, men österut är den kuperad. Närmaste större samhälle är Bludenz, 12,8 km väster om Rote Wand. 
Trakten runt Rote Wand består i huvudsak av gräsmarker. Runt Rote Wand är det ganska glesbefolkat, med 47 invånare per kvadratkilometer.